# Santa Cruz de la Serós
Santa Cruz de la Serós – gmina w Hiszpanii, w prowincji Huesca, w Aragonii, o powierzchni 26,96 km². W 2011 roku gmina liczyła 194 mieszkańców.